# Josef Gesell
Josef Gesell (Neuss, 18 augustus 1920 – 29 januari 2001) was een Duitse voetballer en voetbaltrainer die onder andere werkzaam was bij VVV.

## Loopbaan
Gesell verdedigde als keeper in totaal vijf seizoenen het doel van het eerste elftal van Fortuna Düsseldorf. Na zijn spelersloopbaan behaalde hij als leerling van Sepp Herberger in 1950 zijn trainersdiploma aan de Duitse Academie van Sporten in Keulen. Hennes Weisweiler was daar een van zijn medestudenten. Hij begon zijn trainerscarrière als speler-trainer bij VfR Übach Palenberg en was daarna onder meer nog werkzaam als oefenmeester bij Borussia Lippstadt, Sportfreunde Katernberg, STV Horst-Emscher, VfL Gummersbach, TuRa Hennef, VfR Neuss, Sportfreunde Siegen en TSV Marl-Hüls. In 1964 werd de Duitser door eerstedivisionist VVV aangetrokken als opvolger van zijn landgenoot Fritz Kleinheuer. Na de degradatie naar de Tweede divisie in 1966 moest Gesell echter het veld ruimen. Drie jaar later, na de ontslagname van de ernstig zieke Theo Breukers, deed FC VVV opnieuw een beroep op hem. Na twee-en-een-half jaar werkzaam te zijn geweest bij de Venlose club werd hij opgevolgd door Rob Baan. Gesell keerde na een jaar terug in Venlo bij amateurclub RKSV Venlo waarmee hij in 1975 naar de Tweede klasse promoveerde. Daarna ging hij terug naar zijn geboorteland, waar hij onder meer 1. FC Mülheim-Styrum en TuS Grevenbroich nog onder zijn hoede had. Hij overleed in 2001 op 80-jarige leeftijd.

### Spelerstatistieken
| Seizoen        | Club               | Competitie            | Competitie | Competitie | Beker | Beker | Totaal | Totaal |
| Seizoen        | Club               | Competitie            | Wed.       | Dlp.       | Wed.  | Dlp.  | Wed.   | Dlp.   |
| -------------- | ------------------ | --------------------- | ---------- | ---------- | ----- | ----- | ------ | ------ |
| 1945/46        | Fortuna Düsseldorf | Stadtliga Düsseldorf  | –          | –          | –     | –     | –      | –      |
| 1946/47        | Fortuna Düsseldorf | Bezirksliga Berg-Mark | –          | –          | –     | –     | –      | –      |
| 1947/48        | Fortuna Düsseldorf | Oberliga West         | 3          | 0          | –     | –     | 3      | 0      |
| 1948/49        | Fortuna Düsseldorf | Oberliga West         | 23         | 0          | –     | –     | 23     | 0      |
| 1949/50        | Fortuna Düsseldorf | 2. Liga West          | 16         | 0          | –     | –     | 16     | 0      |
| Carrièretotaal | Carrièretotaal     | Carrièretotaal        | 42         | 0          | 0     | 0     | 42     | 0      |